# Sudipen
Sudipen est une localité de la province de La Union, aux Philippines. En 2015, elle compte 17 056 habitants.